# Nights with You
Nights with You è un singolo della cantante danese MØ, pubblicato il 21 aprile 2017 dalla Sony Music.

## Tracce
1. Nights with You – 3:17 (Benjamin Levin, Magnus August Høiberg, Karen Marie Ørsted, Ryan Tedder, Sophie)